# Susanne Bluma
Susanne Bluma (* 18. April 1961 in Wien) ist eine österreichische Politikerin (SPÖ) und Betriebsrätin. Sie ist seit 2009 Abgeordnete zum Wiener Landtag und Gemeinderat. Bluma ist verheiratet und hat einen Sohn.

## Ausbildung und Beruf
Bluma legte im Juni 1980 die Matura ab und begann im November 1980 ihre berufliche Laufbahn in der Versicherungsanstalt öffentlich Bediensteter (BVA). Sie war in der Folge bis April 1982 in der Landesstelle für Wien, Niederösterreich und Burgenland, Abteilung Leistungen eingesetzt und wechselte im Anschluss bis Juni 1997 in die Hauptstelle zur Abteilung für Versicherungspflicht und Beitragswesen. Danach war sie zwischen Juli 1997 und Oktober 2006 in der Abteilung Leistungspolitik der Hauptstelle tätig und wurde im November 2006 zur stellvertretende Abteilungsleiterin der Abteilung Interne Revision in der Hauptstelle befördert. 
Bluma war Mitglied des Bundesausschusses der Sektion Sozialversicherung und war als Betriebsrätin und Zentralbetriebsrätin der BVA aktiv. Zudem ist sie Bundesfraktionsvorsitzende der Fraktion Sozialdemokratischer GewerkschafterInnen in der BVA.

## Politik
Bluma trat 1980 der SPÖ bei. Sie ist eine von vier stellvertretenden Bezirksparteivorsitzenden der SPÖ Floridsdorf und war zwischen 2001 und 2009 Bezirksrätin in Wien-Floridsdorf. Von 2004 bis 2008 übte sie das Amt einer Klubvorsitzenden in der Bezirksvertretung Wien-Floridsdorf aus. Als nächster Karriereschritt in Blumas Laufbahn als Berufspolitikerin wurde sie von 2008 bis 2009 von ihrer Partei als stellvertretender Bezirksvorsteher eingesetzt. Bluma ist seit dem 24. Juni 2009 Wiener Landtagsabgeordnete und Gemeinderätin. Außerdem hat sie folgende Ämter inne: Vize-Vorsitzende des Bezirksfrauenteams, Leiterin des Bildungsausschusses der SPÖ Wien-Floridsdorf, Tätigkeit als politische Funktionärin in der Volkshochschule Wien-Floridsdorf, Frau Präsidentin des Floridsdorfer Kulturvereins "FORUM21".

## Auszeichnungen (Auswahl)
- 2023: Goldenes Ehrenzeichen für Verdienste um das Land Wien[1]